# Miquel Polo i Silvestre
Miquel Polo i Silvestre fou un ciutadà de Mollerussa (Pla d'Urgell) molt apassionat de la seva ciutat, i d'aquí naix la seva vocació periodística centrada, principalment, en les seves cròniques ciutadanes i comarcals. Va escriure diversos llibres sobre temes relacionats amb la ciutat de Mollerussa i també va ser col·laborador informatiu de La Mañana, La Vanguardia i les agències EFE i Piresa i un notable historiador de la ciutat. Tot i que va realitzar els seus estudis a La Salle de Mollerussa i la seva procedència per part de pare era de Tragó de Noguera, la seva implicació en la comarca del Pla d'Urgell, propicià que el 2014 l'alcalde de Mollerussa, Marc Solsona, li lliurés la placa en reconeixement de la seva tasca com a cronista de la ciutat. L'any 2001 va rebre la Medalla d'Argent del Centenari de la Federació Catalana de Futbol.

## Obra publicada
- Mollerussa: De poble a ciutat 1939-1988[4]
- Els vestits de paper a Mollerussa: 40 anys d'història
- Corals i orfeons a Mollerussa i 25 anys de l'Orfeó Renaixença[5]
- Història gràfica de Mollerussa
- Fires i mercats de Mollerussa
- Els vuitanta anys de la història del futbol a Mollerussa

## Trilogia Mollerussa: Sinopsi
La trilogia Mollerussa té 3 llibres:
Mollerussa: De poble a ciutat va ser el primer llibre que Miquel Polo i Silvestre va escriure tot i que ens explica la història més recent de Mollerussa, concretament des de l'any 1939 – 1988. El llibre va ser escrit l'any 1995 i va ser publicat aquell mateix any per l'editorial Mollerussa.
El segon llibre de la trilogia, anomenat Mollerussa: De petit lloc a poble, va ser escrit i publicat l'any 1995 i dins podem trobar tota la història relacionada amb Mollerussa des de l'any 1889 a l'any 1938.
El tercer i últim llibre de la trilogia, que va ser publicat l'any 1999 sota el títol de Mollerussa: El naixement d'un lloc petit comprèn la història de Mollerussa des dels seus inicis (l'any 1839) fins a l'any 1888. 